# Верховный суд США
Верхо́вный суд США (англ. Supreme Court of the United States) — высшая судебная инстанция США.
В состав суда входит 9 судей, один из которых является председателем. Суд обычно действует как кассационный, но по ряду дел (например, касающихся дипломатов или исков одного штата к другому) может быть судом первой инстанции.
Судьи назначаются президентом с одобрения Сената пожизненно и могут досрочно прекратить полномочия лишь в результате добровольной отставки или импичмента за совершённые преступления. Для поощрения обновляемости состава Верховного суда без давления извне был принят закон о праве на сохранение жалования для судей Верховного суда, ушедших в отставку в возрасте не менее 70 лет. За период с 1789 по 2005 год президенты США предложили 149 кандидатур на должность судьи Верховного суда, свыше 80 % из которых стали судьями. По статистике, новый судья назначается каждые 22 месяца.
Верховный суд был основан в 1789 году, своё первое решение он вынес в 1792 году. Влияние Верховного суда резко усилилось после 1803 года, когда Верховный суд принял на себя право оценивать соответствие законодательных актов Конституции США, то есть фактически право приостанавливать действие законов, объявляя их в случае неконституционности недействительными с самого начала их принятия (Марбери против Мэдисона); впоследствии в Европе для таких функций был создан отдельный тип суда — Конституционный суд, в США отсутствующий.
В то же время, Конгресс США за время своего существования три раза преодолевал решения Верховного суда путём внесения изменений в Конституцию, предварительно получив в каждом случае необходимое одобрение легислатур 3/4 штатов. Таким способом, в частности, был введён подоходный налог, запрещённый Верховным судом, и установлено право родившихся на территории США афроамериканцев на автоматическое получение гражданства США, вопреки прежнему решению Верховного суда, постановившему, что порабощённые афроамериканцы не являются гражданами (Дред Скотт против Сэндфорда).
Все без исключения члены Верховного Суда США были мужчинами-протестантами до 1835 года, когда президент Эндрю Джексон назначил судьёй католика Роджера Тони (причём Тони стал главным судьёй Верховного суда — Chief Justice). В 1916 году президент Вудро Вильсон назначил первого судью иудейского вероисповедания — Луиса Брэндайса. В 1967 году Тэргуд Маршалл стал первым афроамериканцем, назначенным в члены Верховного Суда США по предложению президента Линдона Джонсона. В 1981 году была одобрена выдвинутая Р. Рейганом кандидатура первой судьи женского пола — Сандры Дэй О’Коннор. В 1993 году Рут Гинзбург стала первой женщиной-судьей иудейского вероисповедания. В августе 2009 года Соня Сотомайор была избрана в состав Верховного суда США по предложению президента Барака Обамы, став первой латиноамериканской судьёй в этой должности. 30 июня 2022 года членом Верховного суда США стала выдвинутая Джо Байденом Кетанджи Браун Джексон, первая чёрная женщина среди судей Верховного суда.

## История
В начале своего существования Верховный суд не пользовался большим авторитетом. Но положение изменилось, когда его председателем стал Джон Маршалл. В 1803 году в деле W. Marbury v. J. Madison он избежал конфронтации с демократическо-республиканской администрацией президента Т. Джефферсона, так и не выдав патент судьи федералисту Мэрбери. Однако при этом Маршалл добился для Верховного суда полномочий конституционного контроля. Признав, что Мэрбери имеет право на патент и что существуют основания для выдачи ему мандамуса, суд постановил, что не может издать мандамус в отношении исполнительной власти, так как это будет означать нарушение принципа разделения властей. Этим суд фактически отменил статью 13 Закона о судоустройстве 1789 года. В решении суда утверждался приоритет конституции над обычным законом и обосновывалась интерпретирующая роль суда.
В 1819 году Верховный суд рассмотрел дело McCulloch v. Maryland. Штат Мэриленд ввёл налог на ценные бумаги, выпущенные федеральным банком, но Верховный суд признал, что никакой штат не имеет право собирать налоги с федерального государства и что федеральные законы всегда имеют приоритет над законами любого штата.
В 1824 году Верховный суд рассмотрел дело Gibbons v. Ogden. Штат Нью-Йорк принял закон, требующий от владельцев пароходов, курсировавших между Нью-Йорком и Нью-Джерси, получения лицензии в штате Нью-Йорк. У предпринимателя Аарона Огдена была такая лицензия, а у его конкурента Томаса Гиббонса имелась лишь федеральная лицензия на судоходство. Когда Огден узнал о том, что Гиббонс не имеет нью-йоркской лицензии, он предъявил ему иск. Но по жалобе Гиббонса Верховный суд признал закон Нью-Йорка неконституционным как посягающий на право федеральной власти регулировать торговлю между штатами.
В 1832 году Верховный суд рассмотрел дело Worcester v. Georgia. По законам штата Джорджия миссионер Сэмюэль Вустер был приговорён к тюремному заключению за нахождение в резервации индейцев чероки без разрешения. Верховный суд признал приоритет решений федерального государства во всех делах, связанных с индейцами. Однако власти штата отказались освободить Вустера, а президент США Эндрю Джексон не желал как-либо воздействовать на них.
В 1857 году Верховный суд рассмотрел дело Dred Scott v. Sandford. Дред Скотт был рабом в штате Миссури, но с 1833-го до 1843 года жил в штате Иллинойс, где рабство было запрещено. Когда Скотт вернулся в Миссури, он подал в суд иск о том, что он является свободным человеком так как долго жил в «свободным» штате. Однако Верховный суд признал, что раб остаётся рабом до тех пор, пока он не освобождён своим хозяином. Это была большая победа сторонников рабства.
В 1895 году Верховный суд рассмотрел дело U.S. v. E.C. Knight Co. Компанию American Sugar Refining Company, которая контролировала 98 % сахарных предприятий США, обвинили в нарушении принятого в 1890 году антимонопольного закона и попытались принудительно разделить. Однако Верховный суд решил, что антимонопольный закон не может распространяться на промышленность. Это решение серьёзно подорвало способность федерального государства регулировать экономику.
В 1896 году Верховный суд рассмотрел дело Plessy v. Ferguson. Южные штаты проводили политику расовой сегрегации. Метис Гомер Плесси сел в «белый» вагон поезда в штате Луизиана и его арестовали. Плесси обратился с иском в суд, вопрос дошёл до Верховного суда, который решил вопрос в пользу властей штата, подтвердив, что подобная политика не нарушает принцип равенства перед законом, предусмотренный Четырнадцатой поправкой к Конституции США. В итоге расовая сегрегация просуществовала в США ещё шесть десятилетий.
В 1905 году Верховный суд рассмотрел дело Lochner v. New York по вопросу о конституционности закона штата Нью-Йорк, ограничивавшего рабочий день пекарей десятью часами. Верховный суд, сославшись на Четырнадцатую поправку, признал, что закон является неконституционным, так как ограничивает свободу контракта и противоречит праву работодателей на рабочий контракт без ограничения длительности рабочего дня. Это решение стало началом так называемой «эры Лохнера», продолжавшейся до 1937 года. В этот период Верховный суд признал неконституционными множество актов трудового и социального законодательства.
Однако в 1908 году Верховный суд рассмотрел дело Muller v. Oregon по вопросу о конституционности ограничения рабочего дня для женщин и признал такое ограничение конституционным. Именно на основании этого решения Верховного суда утвердился принцип государственного регулирования в социальной сфере.
Тем не менее, в 1930-е годы в период «Нового курса» президента Франклина Рузвельта Верховный суд был оплотом консервативных сил. Он признал неконституционным федеральный закон о пенсиях для железнодорожников, отменил регулирование зарплаты и условий труда в угольной промышленности, признал неконституционным закон штата Нью-Йорк о минимальной оплате труда для женщин.
В ответ на это президент Рузвельт предложил расширить состав Верховного суда с 9 до 15 членов, чтобы пополнить его сторонниками реформ. Этого сделать не удалось, но такая угроза побудила судей проявлять больше стремления к сотрудничеству с исполнительной властью.
В 1953 году председателем Верховного суда стал Эрл Уоррен, занимавший этот пост до 1969 года. Деятельность Верховного суда под его председательством можно считать вершиной развития либерального судебного активизма в США. В этот период Верховный суд США активно занялся защитой гражданских прав и свобод.
В 1954 году Верховный суд рассмотрел дело Brown v. Board of Education. Чернокожий Оливер Браун хотел, чтобы его дочь училась в школе для белых, которая находилась в пяти кварталах от их дома, а не в далёкой от их дома школе для чёрных. Дело дошло до Верховного суда, который постановил, что «доктрине „разделённых, но равных“ прав не место в сфере образования» и что сегрегация в муниципальных школах лишает чернокожих детей «равной защиты законами». Это стало началом конца расовой сегрегации в США.
В 1961 году Верховный суд рассмотрел дело Mapp v. Ohio. Полиция при осмотре дома Долри Мэпп обнаружила, что она незаконно хранит порнографические материалы, при этом полицейский не предупредил Мэпп, что проводит обыск. Мэпп была осуждена, но Верховный Суд постановил, что доказательство, добытое полицией в нарушение четвертой поправки конституции США, не может быть использовано против обвиняемого в суде.
В 1963 году Верховный суд рассмотрел дело Gideon v. Wainright. Клэренс Гидеон был арестован во Флориде по обвинению в краже со взломом. Закон Флориды предусматривал назначение адвоката лишь в случае дел о преступлениях, за которые может быть назначена смертная казнь. Гидеон защищал сам себя и был осуждён. Верховный Суд решил, что Гидеону было отказано в справедливом судебном разбирательстве, и постановил, что необходимо предоставлять адвоката всем обвиняемым, которые не могут позволить себе нанять его сами.
В 1964 году Верховный суд рассмотрел дело New York Times Co. v. Sullivan. Газета New York Times опубликовала объявление о сборе пожертвований на юридическую защиту Мартина Лютера Кинга, арестованного в штате Алабама. После этого Джей Салливан, комиссар полиции одного из городов Алабамы, предъявил иск священнослужителям, поместившим объявление, и самой газете на том основании, что объявление дискредитирует его, представляя действия полиции в ложном свете. Дело дошло до Верховного Суда, который постановил, что государственные должностные лица не могут предъявлять иски о диффамации лишь на том основании, что опубликованная информация является ложной, а должны доказать, что ответчики действовали со «злым умыслом, установленным по фактическим обстоятельствам дела» и опубликовали информацию, «опрометчиво, не задумавшись о том, является она ложной или нет».
В 1966 году Верховный суд рассмотрел дело Miranda v. Arizona. Эрнесто Миранда был осуждён по обвинению в похищении и изнасиловании, при этом приговор основывался на признании, которое Миранда дал полицейским после двух часов допроса, а полицейские не сообщили ему, что он имеет право на присутствие на допросе адвоката. Верховный Суд потребовал, чтобы полицейские при совершении арестов произносили так называемое «предупреждение Миранды».
В 1972 году Верховный суд рассмотрел дело Furman v. Georgia и признал неконституционным вынесение смертного приговора «произвольно и субъективно». Исполнение смертных приговоров в США было приостановлено.
В 1973 году Верховный суд рассмотрел дело Roe v. Wade. Жительница Техаса, которая выступала в суде под псевдонимом «Джейн Роу», сделала аборт. В Техасе аборт без медицинских показаний был запрещён, и она была осуждена. Однако Верховный Суд на основе принципа неприкосновенности личной жизни признал право всех американок на аборт.
В 1974 году Верховный суд рассмотрел дело Соединённые Штаты против Никсона. Президент США Ричард Никсон, в отношении которого производилось расследование в связи с Уотергейтским скандалом, отказался предоставить следствию магнитофонные записи, сделанные в Овальном кабинете Белого дома, сославшись на государственную тайну. Однако Верховный Суд постановил, что Никсон обязан предоставить эти записи. В результате Никсон под угрозой импичмента подал в отставку.
В 1976 году Верховный суд рассмотрел дело Gregg v. Georgia и подтвердил конституционность смертной казни, указав, что она не является «необычным наказанием», поскольку признаётся законодательством большинства штатов. В результате применение смертной казни в США было возобновлено.
В 1989 году Верховный суд рассмотрел дело Texas v. Johnson. Грегори Ли Джонсон в знак протеста против внешней политики США сжёг американский флаг в центре Далласа и был за это арестован. Однако Верховный Суд постановил, что такие символические акты не могут быть наказуемы, поскольку являются проявлением свободы слова.
В 2003 году Верховный суд рассмотрел дело Lawrence v. Texas. В полицию Хьюстона позвонил неизвестный и сообщил, что в квартире Джона Лоуренса слышны выстрелы. Полицейские ворвались в квартиру и обнаружили хозяина дома, занимавшегося сексом с другим мужчиной. Оба они были арестованы и осуждены, поскольку закон Техаса запрещал однополые сексуальные связи. Однако Верховный суд признал этот закон неконституционным.
В 2015 году Верховный суд рассмотрел дело Obergefell v. Hodges и признал неконституционным запрет однополых браков в США.
В 2022 году решением по делу Dobbs v. Jackson Women's Health Organization Верховный суд США постановил, что Конституция США не предусматривает права на аборт, а штаты вправе регулировать эту сферу самостоятельно, о чем свидетельствует 10-я поправка к Конституции США, и отменил решение по делу Roe v. Wade как противоречащее Конституции США.

## Структура суда

### Число членов

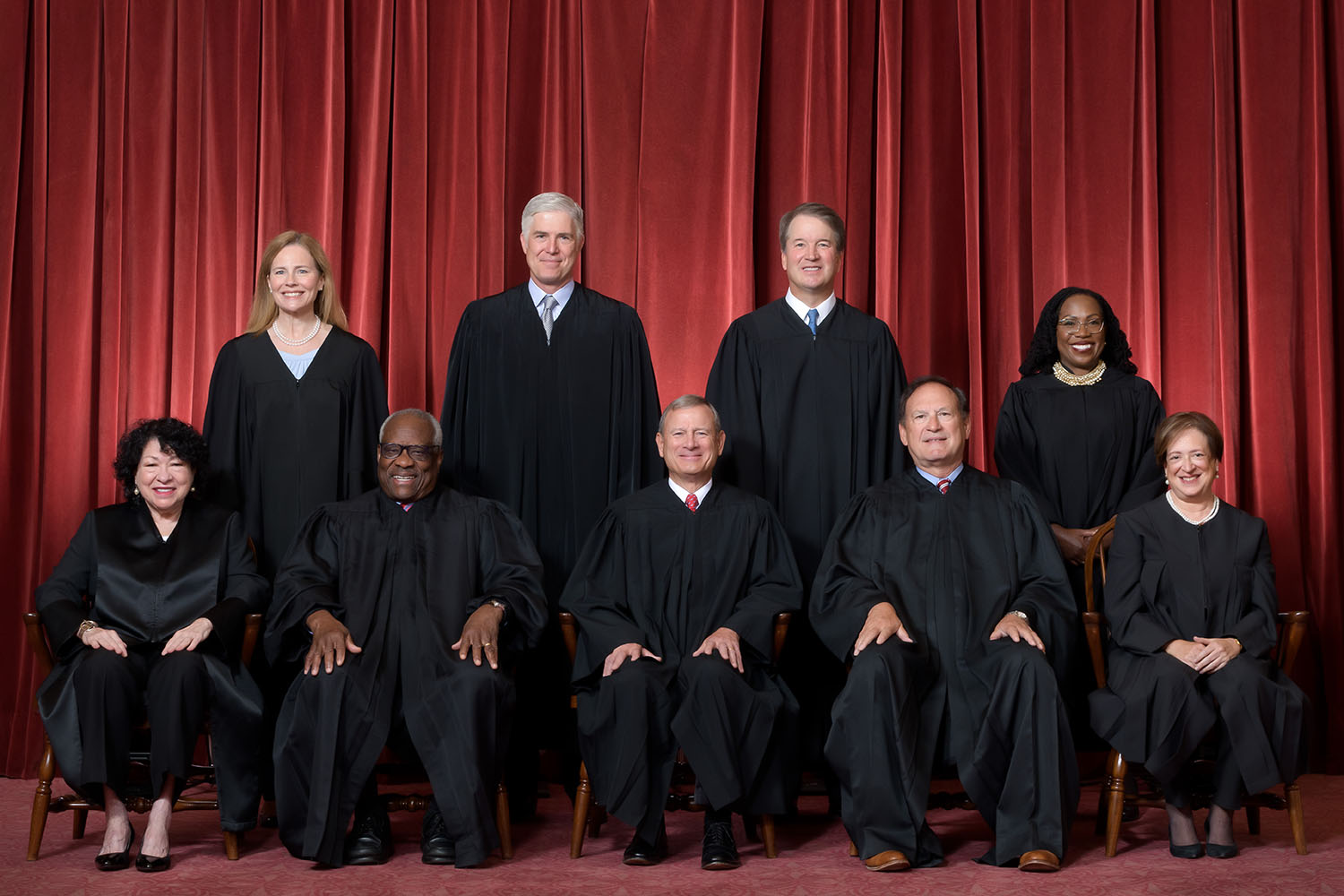
Текущий состав Верховного суда США (с июня 2022 года)

Конституция США не определяет число судей Верховного суда. Согласно III статье конституции США Конгресс США имеет право изменять это число, однако не использовал это право с 1869 года. Первоначально в Верховный суд входили шесть судей, по мере расширения территории страны, число судей Верховного Суда увеличивалось. В 1789 году было всего шесть судей, в 1807 году их стало семь, в 1837 году — девять, в 1863 году — десять, в 1866 году — девять, в 1867 году — восемь, и наконец, снова девять в 1869 году.
Сокращение числа судей Верховного суда началось с закона о судебных округах 1866 года англ. Judicial Circuits Act, принятого по предложению Верховного судьи Салмона Чейза. Согласно этому закону, места трёх ушедших в отставку судей Верховного суда не могли быть вновь заняты, тем самым неизбежно число судей должно было сократиться до семи. В 1869 году вышел новый закон о суде англ. Judiciary Act of 1869, установивший число судей равным девяти.
Президент Рузвельт в 1937 году предпринял попытку расширить состав суда, чтобы провести туда своих ставленников с целью проведения экономических реформ. Он предложил при достижении каждым судьёй семидесяти с половиной лет расширять состав суда. Хотя американское общество и Конгресс поддерживали президента и осуждали Верховный суд, который блокировал реформы, независимость суда была признана более важной ценностью, чем конъюнктурная необходимость. Кроме того, Верховный суд США всё-таки постепенно уступил президенту и Конгрессу в вопросах свободы договора. В результате состав суда не был расширен (The switch in time that saved nine).

### Порядок назначения
Согласно второй статье Конституции США, состав Верховного суда определяется Президентом и утверждается Сенатом. Обычно президенты отдают предпочтение кандидатам со сходными политическими взглядами: республиканцы предпочитают судей с консервативной идеологией, демократы — с либеральной. В истории были и исключения. Когда президент Эйзенхауэр представил Эрла Уоррена, впоследствии одного из самых либеральных судей в истории суда, на должность Верховного Судьи, он был уверен в консервативности последнего. Впоследствии Эйзенхауэр характеризовал это назначение как «самую большую ошибку в жизни».

### Утверждение
Перед представлением в Сенат кандидат на должность судьи Верховного суда проходит собеседование в Сенатском Комитете по судоустройству (англ. Senate Judiciary Committee). По итогам собеседования комитет предоставляет Сенату положительную, негативную или нейтральную рекомендацию.
Такая практика появилась относительно недавно, в 1925 году, и связана с именем Харлана Стоуна. Тогда ряд сенаторов выразили опасение, что он слишком тесно связан с финансовым миром. В ответ на их заявления, Стоун выразил готовность разъяснить все возможные сомнения в ходе собеседования. Эта мера помогла ему развеять сомнения касательно собственной кандидатуры и получить назначение.
Эта практика была восстановлена в связи с выдвижением Джона Маршалла Харлана в 1955 году. Его кандидатура была выдвинута вскоре после вынесения исторического решения по делу Брауна против Совета по образованию, вызвавшего большой общественный резонанс. Несколько сенаторов из Южных штатов попытались воспрепятствовать назначению Харлана в Верховный суд.
Для утверждения требуется абсолютное большинство голосов. Сенат нечасто отклоняет предложенную кандидатуру. В истории было двенадцать таких случаев, последний — в 1987 году. Тогда сенат отказался утвердить кандидатуру Роберта Борка.
Некоторые кандидаты так и не дождались результатов голосования в сенате. Хотя негативного отзыва комитета недостаточно для отклонения кандидатуры, голосование в Сенате может быть намеренно затянуто (англ. filibustered), чтобы помешать назначению. Так попытка президента Джонсона сменить главного судью Эрла Уоррена одним из членом суда, Эйби Фортесом, провалилась именно из-за затягивания обсуждения в Сенате. Аналогично в 2016 году Сенат отказался рассматривать внесённую Бараком Обамой кандидатуру судьи Меррика Гарланда, в результате чего право на внесение кандидатуры получил новоизбранный Президент Дональд Трамп.
Президент может отозвать представление на должность судьи до начала обсуждения кандидатуры. Так обычно происходит, если шансы кандидата очень невелики. До 1981 года процесс утверждения кандидатур был относительно быстрым. В период с президентства Гарри Трумэна до президентства Ричарда Никсона утверждение кандидатуры нового судьи занимало в среднем месяц. Начиная с президентства Рейгана процесс затянулся. Некоторые связывают это с возрастанием политического влияния суда.
После утверждения кандидатуры в Сенате, президент подписывает и скрепляет государственной печатью США соответствующий патент.

## Текущий состав суда (с 30 июня 2022 года)
| Имя                                                       | Дата и место рождения                                           | Выдвинул президент | Голосование в сенате | Возраст при занятии должности | День начала службы | Профессиональное образование (год окончание) / Предыдущие должности |
| --------------------------------------------------------- | --------------------------------------------------------------- | ------------------ | -------------------- | ----------------------------- | ------------------ | --- |
| Джон Гловер Робертс (John Glover Roberts) — Главный судья | 27 января 1955, Буффало, штат Нью-Йорк                          | Буш-младший        | 78-22                | 50                            | 29 сентября 2005   | Гарвардская школа права (1979); помощник судьи Генри Френдли в Апелляционном суде второго округа США (1979—1980); помощник судьи Верховного суда США Уильяма Ренквиста (1980—1981); Помощник Генерального прокурора США (1981—1982); Советник Президента США (1982—1986); частная юридическая практика (1986—1989); Первый заместитель министра юстиции (1989—1993); профессор Юридического факультета Джорджтаунского университета (1992—2005); частная юридическая практика (1993—2003); Окружной судья Апелляционного суда США по округу Колумбия (D.C.) (2003—2005)                       |
| Кларенс Томас (Clarence Thomas)                           | 23 июня 1948, Пин-Пойнт (Pin Point), округ Чатем, штат Джорджия | Буш-старший        | 52-48                | 43                            | 23 октября 1991    | Йельская школа права (1974); Помощник Генерального Прокурора штата Миссури (1974—1977); сотрудник Monsanto Company Inc. (1977—1979); Помощник по вопросам законодательства сенатора от Миссури Джона Денфорта (1979—1981); Председатель Комиссии США по соблюдению равноправия при трудоустройстве (1982—1990); Окружной судья Апелляционного суда США по округу Колумбия (D.C.) (1990—1991) |
| Сэмюэль Алито (Samuel Alito)                              | 1 апреля 1950, Трентон, штат Нью-Джерси                         | Буш-младший        | 58-42                | 55                            | 31 января 2006     | Йельская школа права (1975); помощник судьи Леонарда Гарта в Апелляционном суде третьего округа США (1975—1977); Помощник Федерального прокурора США по Округу Нью-Джерси (1977—1981); Заместитель Министра юстиции США (1981—1985); Помощник Генерального Прокурора США (1985—1987); Федеральный прокурор США по Округу Нью-Джерси (1987—1990); Окружной судья Апелляционного суда третьего округа США (1990—2006); Профессор Школы права Университета Сетон-Холл (1999—2004) |
| Соня Сотомайор (Sonia Sotomayor)                          | 25 июня 1954, боро Бронкс, Нью-Йорк                             | Барак Обама        | 68-31                | 55                            | 8 августа 2009     | Йельская школа права (1979); помощник районного прокурора, графство Нью-Йорк (то есть боро Манхэттен, Нью-Йорк), штат Нью-Йорк (1979—1984); частная юридическая практика (1984—1991); Судья Федерального окружного суда США Южного района штата Нью-Йорк (1992—1998); Окружной судья Апелляционного суда второго округа США (1998—2009) |
| Елена Каган (Elena Kagan)                                 | 28 апреля 1960, боро Манхэттен, Нью-Йорк                        | Барак Обама        | 63-37                | 50                            | 7 августа 2010     | Гарвардская школа права (1986); помощник судьи Абнера Миквы в Апелляционном суде США по округу Колумбия (1987—1988); помощник судьи Верховного суда США Тэргуда Маршалла (1988—1989); частная юридическая практика (1989—1991); Ассоциированный профессор (1991—1995), Профессор Факультета права Чикагского университета (1995); Советник по внутренней политике и помощник советника по юридическим вопросам Президента США (1995—1999); Приглашённый профессор (1999—2001), Профессор (2001—2003), Декан Гарвардской школы права (2003—2009); Заместитель министра юстиции США (2009—2010) |
| Нил Горсач (Neil Gorsuch)                                 | 29 августа 1967, Денвер, штат Колорадо                          | Дональд Трамп      | 54-45                | 49                            | 10 апреля 2017     | Гарвардская школа права (1991); помощник судьи Дэвида Сэнтэлла в Апелляционном суде США по округу Колумбия (1991—1992); помощник судей Верховного суда США Байрона Уайта и Энтони Кеннеди (1993—1994); частная юридическая практика (1994—2005); Помощник заместителя Генерального прокурора США (2005—2006); Окружной судья Апелляционного суда десятого округа США (2006—2017); Профессор Школы права Колорадского университета в Боулдере (2008—2017) |
| Бретт Кавано (Brett Kavanaugh)                            | 12 февраля 1965, Вашингтон                                      | Дональд Трамп      | 50-48                | 53                            | 6 октября 2018     | Йельская школа права (1990); помощник судьи Уолтера Кинга Стэплтона в Апелляционном суде третьего округа США (1990—1991); помощник судьи Алекса Козински в Апелляционном суде девятого округа США (1991—1992); помощник судьи Верховного суда США Энтони Кеннеди (1993—1994); младший консультант прокурора Кеннета Стара (1994—1997; 1998—2000); частная юридическая практика (1997—1998); помощник советника, Секретарь аппарата Белого дома (2001—2006); Окружной судья Апелляционного суда по округу Колумбия (2006—2018)                                                                 |
| Эми Барретт (Amy Barrett)                                 | 28 января 1972, Новый Орлеан, Луизиана                          | Дональд Трамп      | 52-48                | 48                            | 27 октября 2020    | Школа права Университета Нотр-Дам (1997); помощник судьи Лоренса Зильбермана в Апелляционном суде США по округу Колумбия (1997—1998); помощник судьи Верховного суда США Антонина Скалиа (1998—1999); частная юридическая практика (1999—2002); преподаватель и научный сотрудник Школ права Университета Джорджа Вашингтона, Виргинского университета, Университета Нотр-Дам (2002—2017); Окружной судья Апелляционного суда седьмого округа США (2017—2020) |
| Кетанджи Браун Джексон (Ketanji Brown Jackson)            | 14 сентября 1970, Вашингтон                                     | Джо Байден         | 53-47                | 51                            | 30 июня 2022       | Гарвардская школа права (1996); помощник федеральных судей (1996—1998) и судьи Верховного суда США Стивена Брайера (1999—2000); частная юридическая практика (1998—1999, 2000—2003, 2007—2010); помощник специального советника Комиссии США по установлению наказаний (2003—2005); помощник федерального государственного защитника в округе Колумбия (2005—2007); заместитель председателя Комиссии США по установлению наказаний (2010—2014); судья окружного суда США по округу Колумбия (2013—2021); судья Апелляционного суда США по округу Колумбия (2021—2022)                        |

## Список наиболее важных решений Верховного Суда США
- Марбери против Мэдисона (1803) — Верховный Суд имеет право отменять законодательные акты Конгресса, если они противоречат Конституции США.
- Дред Скотт против Сэндфорда (1857) — Рабы не могут быть гражданами США и, соответственно, не имеют права обращаться в федеральные суды. (Это решение было аннулировано 13-й и 14-й поправками к Конституции США).
- Эйблман против Бута (1859) — Суды штатов не могут выносить решения, противоречащие решениям федеральных судов.
- Техас против Уайта (1869) — Конституция США не позволяет штатам провозглашать независимость от США.
- Рейнольдс против Соединённых Штатов[англ.] (1879) — Свобода вероисповедания не распространяется на противозаконные акты (такие, как полигамия и человеческие жертвоприношения).
- Плесси против Фергюсона (1896) — Сегрегация белых и чернокожих не противоречит конституции, согласно принципу «отдельные, но равноправные». (Это решение было аннулировано более поздним решением того же суда Браун против Совета по образованию (1954)).
- Шенк против Соединённых Штатов[англ.] (1919) — Для определения незащищённых свободой слова речей введён тест «ясной и действенной опасности».
- Кэрролл против Соединённых Штатов[англ.] (1925) — Обыск автомобиля должностным лицом может проводиться без ордера на обыск.
- Пирс против Общества Сестёр[англ.] (1925) — штат Орегон не имеет права заставлять родителей посылать детей учиться только в государственные школы.
- Коремацу против Соединённых Штатов (1944) — Американцы японского происхождения могут быть интернированы во время Второй мировой войны.
- Деннис против Соединённых Штатов[англ.] (1951) — Акт Смита признан конституционным. (Это решение было ограничено в воздействии более поздними решениями того же суда «Йейтс против Соединённых Штатов» и «Бранденбург против Огайо»)
- Браун против Совета по образованию (1954) — Сегрегация по расовому признаку в школах некоторых штатов противоречит 14-й поправке к Конституции США.
- Йейтс против Соединённых Штатов[англ.] (1957) — Призывы к революции могут быть защищены Первой поправкой (изменено понимание Акта Смита).
- Мапп против Огайо[англ.] (1961) — Улики, добытые неконституционными методами, не могут быть использованы во время судебных процессов.
- Энгел против Витала[англ.] (1962) — Молитвы перед занятиями в государственных школах, даже если эти молитвы межконфессиональные и не принудительные, нарушают Первую поправку к Конституции США.
- Бейкер против Карра[англ.] (1962) — Распределение голосов избирателей между элементами избирательной системы должно соответствовать конституционному принципу «1 человек — 1 голос».
- Гидеон против Уэйнрайта (1963) — Любой человек, обвинённый в серьёзном правонарушении, имеет право нанять адвоката. Государство должно предоставить ему адвоката, если у обвиняемого нет возможности нанять его частным образом.
- Эскобедо против Иллинойса (1964) — Любой человек, задержанный полицией, имеет право на общение со своим адвокатом.
- Грисвольд против Коннектикута[англ.] (1965) — Супружеские пары имеют право использовать презервативы, а запреты на продажу презервативов неконституционны (Позже, в своём решении Айзенштадт против Бэрда (1972), суд распространил это решение и на пары, не состоящие в браке).
- Миранда против Аризоны (1966) — Перед тем как допросить задержанного правонарушителя, полицейские должны объяснить, что он имеет право сохранять молчание, нанять своего адвоката или потребовать, чтобы государство назначило ему адвоката в случае, если он не в состоянии его нанять.
- Лавинг против Виргинии (1967) — Законы, запрещающие браки между представителями разных рас, неконституционны.
- Эпперсон против Арканзаса (1968) — Закон штата Арканзас, запрещающий преподавание теории эволюции, противоречит Конституции США.
- Бранденбург против Огайо[англ.] (1969) — Наказуемы могут быть только такие провокационные речи, которые подстрекают к непосредственному правонарушению.
- Висконсин против Йодера[англ.] (1972) — Родители имеют право забирать детей из государственных школ, если этого требуют их религиозные убеждения.
- Роу против Уэйда (1973) — Законы, запрещающие аборты во время первых шести месяцев беременности, неконституционны (решение отменено более поздним решением того же суда Dobbs v. Jackson Women's Health Organization (2022)).
- Соединённые Штаты против Никсона[англ.] (1974) — Президент США не может быть выше закона (Президент не может отказать суду в документах, важных для дела).
- О'Коннор против Дональдсона[англ.] (1975) — Власти штатов не имеют право насильственно помещать в лечебные учреждения лиц, страдающих психическими болезнями, если они не представляют опасности окружающим и самим себе, а также могут жить самостоятельно при помощи членов семьи или друзей.
- Национал-социалистическая партия Америки против Скоки (1977) — Демонстрации с использованием нацистской униформы и свастики не могут быть запрещены.
- Боуэрс против Хардвика (1986) — Власти штатов имеют право признавать некоторые сексуальные акты незаконными, даже если эти акты совершаются в частных спальных комнатах (Это решение было аннулировано более поздним решением того же суда Lawrence v. Texas (2003)).
- Техас против Джонсона (1989) — Закон, запрещающий публичное сжигание американского флага, противоречит Конституции США и Первой поправке к Конституции.
- Вашингтон против Глюксберга[англ.] (1997) — Закон штата Вашингтон, запрещающий оказание помощи в самоубийстве, не противоречит конституции.
- Лоуренс против Техаса (2003) — Закон штата Техас, запрещающий гомосексуальные акты в частных спальных комнатах, противоречит 14-й поправке к Конституции США.
- Роупер против Симмонс (2005) — Несовершеннолетние правонарушители не могут быть приговорены к смертной казни.
- Джорджия против Рандольфа[англ.] (2006) — При полицейском обыске в частном доме или квартире без санкции судьи, если хотя бы один из жильцов возражает против обыска, то найденные улики не могут быть использованы в суде против жильца, который возражал (Примечание: Четвёртая поправка к Конституции США гарантирует неприкосновенность жилища. Полицейские не имеют права вторгаться в чьё-либо частное жилище без санкции судьи или разрешения жильцов).
- Риччи против ДеСтефано[англ.] — группа пожарных-белых и латиноамериканцев из города Нью-Хейвен (штат Коннектикут) обжаловала отмену результатов аттестации на повышение в должности, которую не прошёл ни один из чёрных пожарных. Апелляционный суд во главе с будущей судьёй Верховного суда, латиноамериканкой С. Сотомайор отклонил жалобу, но Верховный суд отправил её на повторное рассмотрение[12].
- Обергефелл против Ходжеса (2015) — Равенство брака является фундаментальным правом гражданина, гарантированным 14-й поправкой к Конституции США. Таким образом, однополые браки были легализованы на всей территории США[13].
- Босток против округа Клейтон (2019) — увольнение на основании сексуальной ориентации и гендерной идентичности является нарушением законодательства о гражданских правах.
- Доббс против Jackson Women's Health Organization (2022) — Конституция США не предусматривает права на аборт, и штаты вправе регулировать эту сферу самостоятельно; решение по делу Roe v. Wade отменено[6].